# Kanaloa
Kanaloa es un género monotípico de árbol perteneciente a la familia de las fabáceas.  Su única especie: Kanaloa kahoolawensis, es originaria de las Islas Hawái donde fue descubierta en el año 1992 por los botánicos Lorence & K.Wood en una pequeña isla desierta utilizada como campo de tiro.

## Taxonomía
Kanaloa kahoolawensis fue descrita por Lorence & K.Wood y publicado en Novon 4(2): 137–145, f. 1–3. 1994.